# هیمالیا

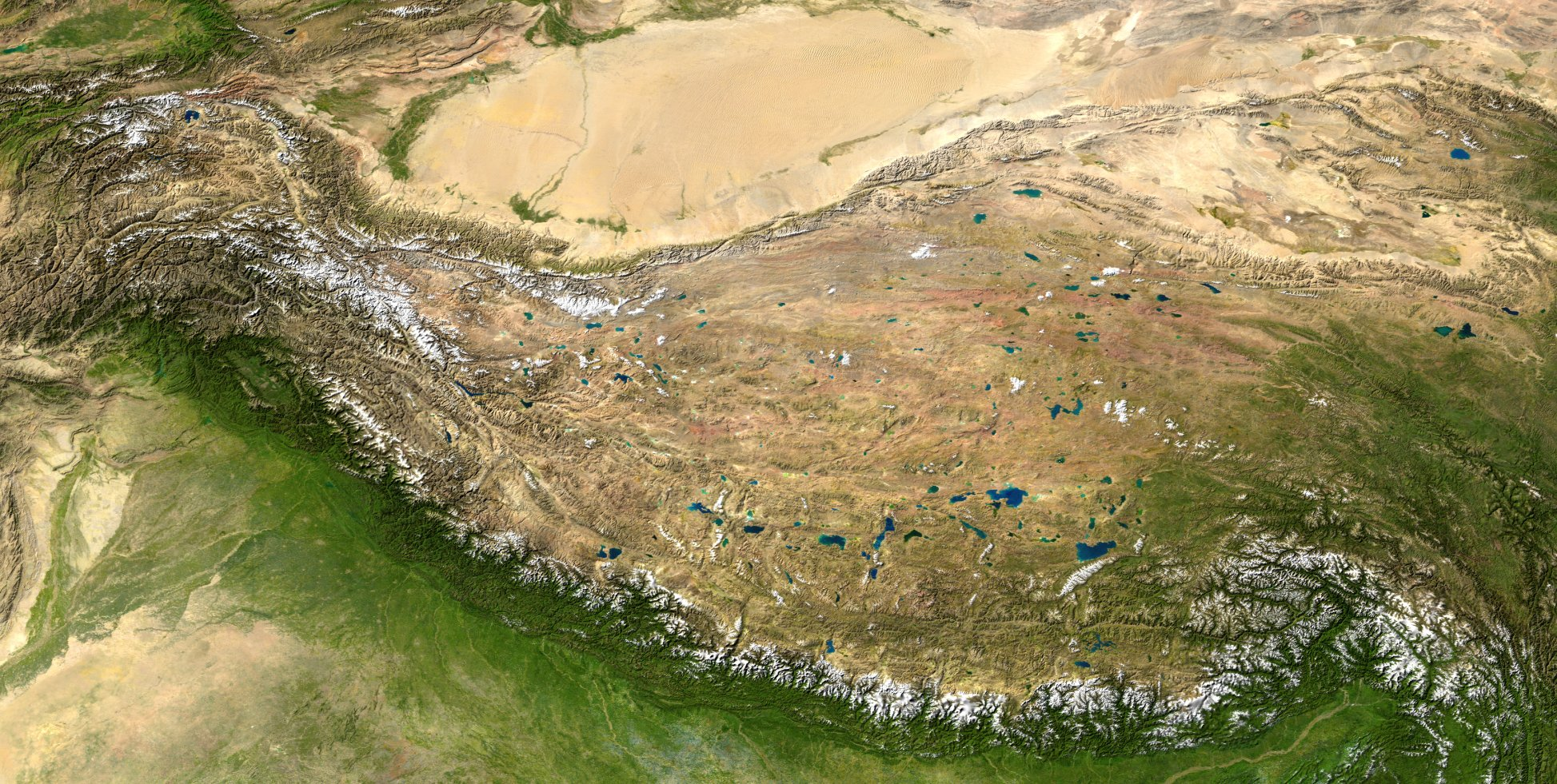
نقشه منطقه هیمالیا -هندوکش

رشته‌کوه هیمالیا (به سانسکریت: हिमालय)، مرتفع‌ترین رشته‌کوه جهان که به بام دنیا مشهور است. این رشته‌کوه، خط جداکنندهٔ شبه‌قارهٔ هند از فلات تبت است. نام هیمالیا از واژهٔ سانسکریت به معنی «برفستان» است. بلندترین قلهٔ جهان، اورست با ارتفاع ۸۸۴۸ متر در این رشته‌کوه قرار دارد. این رشته کوه دارای بیش از پنجاه قله با ارتفاع بالای ۷ هزار متر است و ۱۴ قله بالای ۸ هزار متر دنیا، در رشته کوه هیمالیا واقع شده است.

## بوم‌شناسی
گیاهان و جانورانِ هیمالیا نسبت به آب و هوا، بارش، ارتفاع و خاک متفاوت‌اند. محدوده آب و هوایی از مناطق گرمسیری در پایه کوه‌ها آغاز و تا یخ دائمی و برف در بالاترین ارتفاعات ادامه می‌یابد. مقدار سالانهٔ بارش از غرب به شرق در امتدادِ محدودهٔ جبهه جنوبی افزایش می‌یابد. این تنوعِ ارتفاع بهمراهِ بارش باران و شرایطِ خاک همراه با برف بسیار باعث تنوع جوامع گیاهی و حیوانی متمایز در منطقه هیمالیا می‌شود. به عنوان مثال ارتفاع بالا (بهمراهِ فشار اتمسفر کم) همراه با سرمای شدید تنها اجازهٔ زنده ماندن را به ارگانیسم‌های سخت جان می‌دهد.

## زمین‌شناسی
هیمالیا در میانِ جوان‌ترین رشته کوه‌ها در زمین هستند و از رسوب و رانش سنگ رسوبی و سنگ دگرگونی به‌وجود آمده‌اند. بر اساسِ تئوری مدرنِ تکتونیک صفحه‌ای، شکل‌گیری آن‌ها در نتیجه برخورد قاره‌ای و کوهزایی در امتداد مرز همگرای میانِ صفحهٔ هند و استرالیا و صفحه اوراسیایی است.
در طول آخرین عصر یخبندان، یک جریان یخ متصل از یخچال‌های طبیعی بین کانگچن جونگا در شرق و نانگا پاربات در غرب موجود بوده است.

## آب‌شناسی

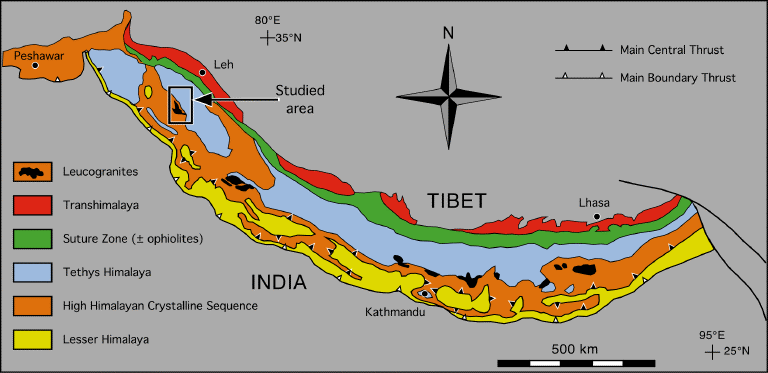
واحدهای تکتونیکی هیمالیا.

هیمالیا سومین سپرده یخ و برف در جهان را پس از قطب جنوب و قطب شمال داراست. دامنه هیمالیا در حدودِ ۱۵۰۰۰ یخچال طبیعی دارد و ذخیره‌ای حدود ۱۲۰۰۰ کیلومتر مکعب آب تازه را در خود نگه داشته است.

## دریاچه‌ها

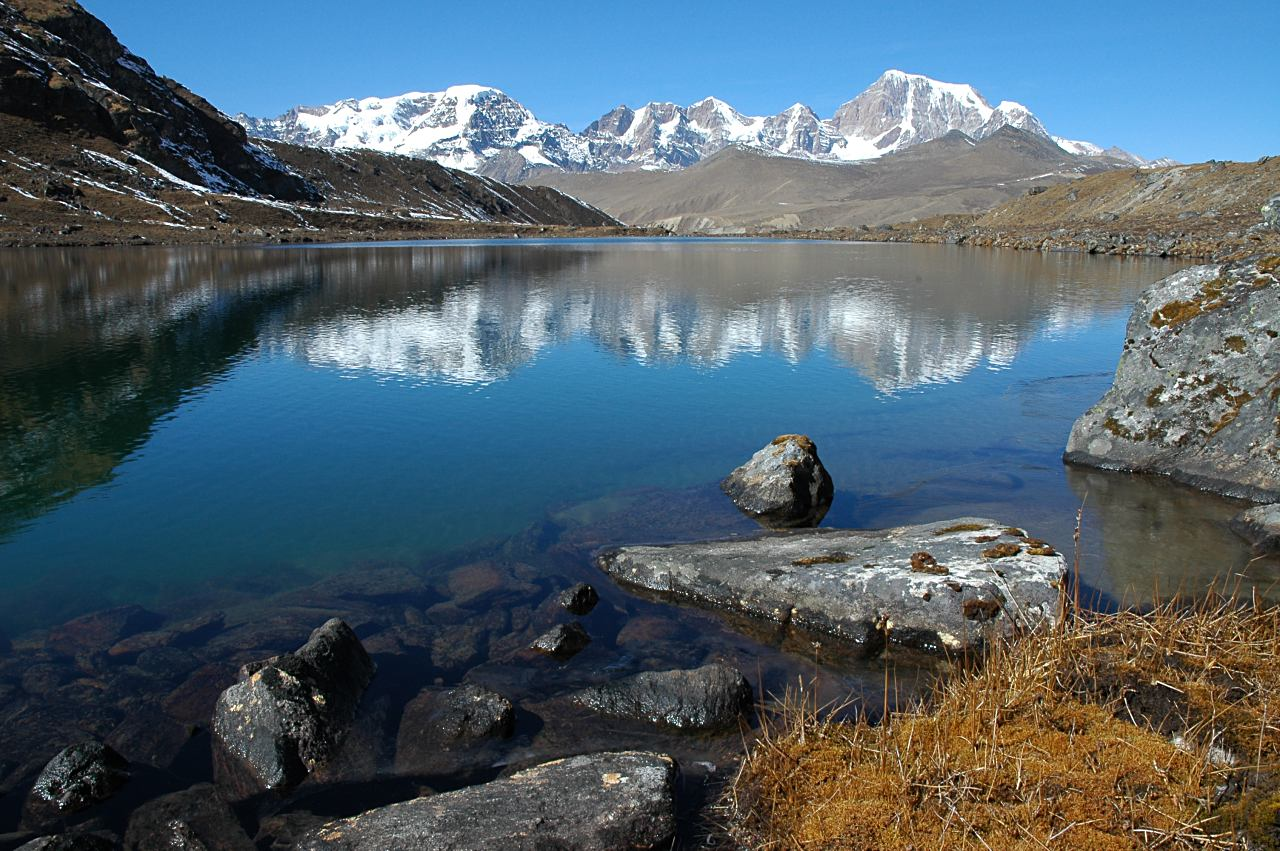
دریاچه هیمالیایی در ارتفاع حدود ۵۰۰۰ متری سیکیم، هند.

منطقه هیمالیا دارای صدها دریاچه است. بیشتر دریاچه‌ها در ارتفاعات کمتر از ۵۰۰۰ متر یافت می‌شود. دریاچه تیلیچو Tilicho در نپال یکی از بلند مرتبه‌ترین دریاچه‌ها در جهان است.

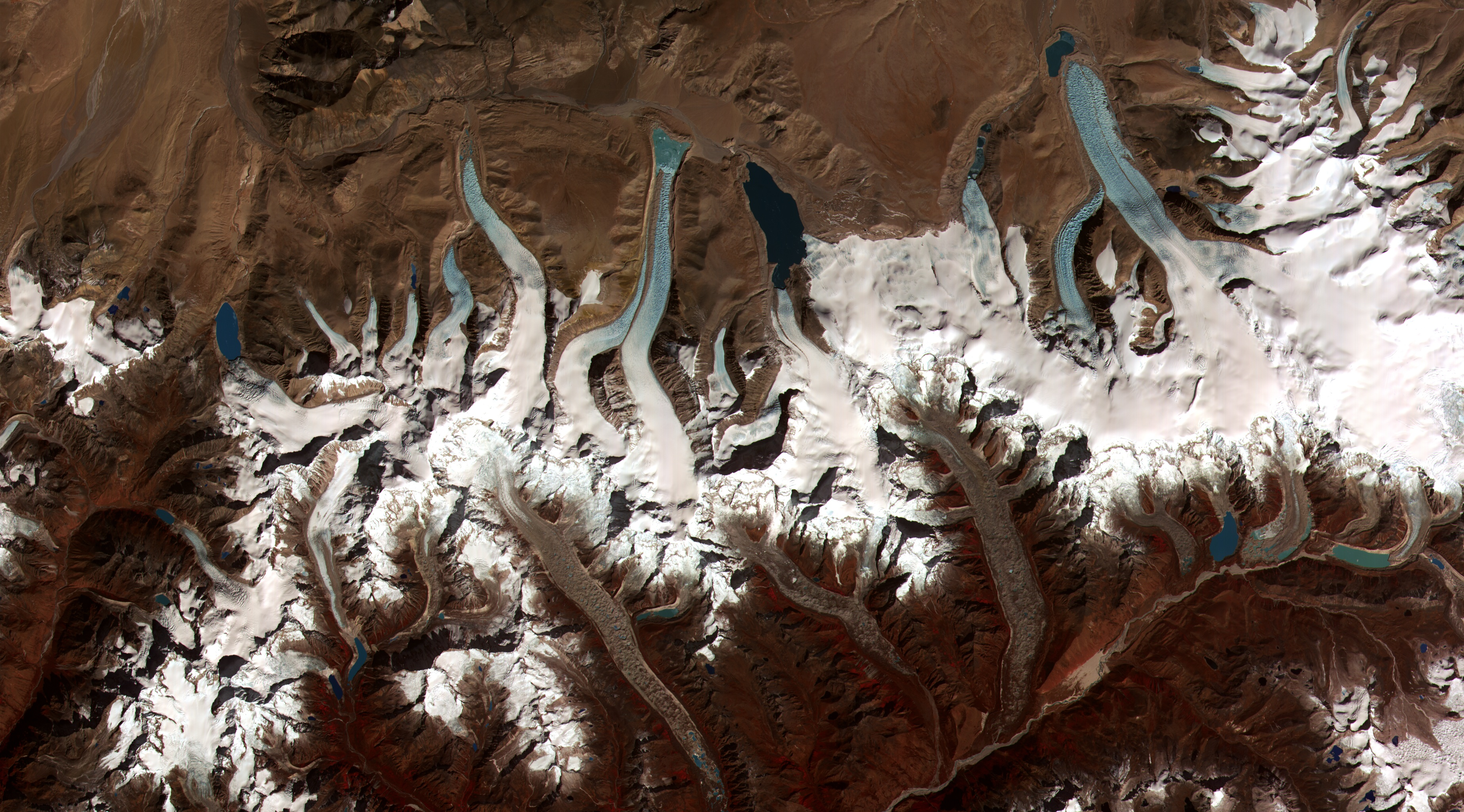
تصویر ماهواره‌ای دریاچه‌های یخچالی هیمالیای بوتان

## هیمالیا در مذهب هندو
در آیین هندو، هیمالیا به عنوان خدای هیماوات، پدر گانگا و پارواتی تجسم یافته است.

## کوه اورست
کوه اورست با نام نپالی ساگارماتا (सगरमाथा به معنی سر آسمان) و نام تبتی چومولونگما بلندترین کوه کره زمین است. ارتفاع قله آن از سطح دریا معادل ۸٬۸۴۸ متر (۲۹٬۰۲۹ پا) می‌باشد. این کوه در رشته کوه‌های هیمالیا در مرز منطقه ساگارماتای نپال و تبت در کشور چین قرار گرفته است.

## قله‌های بلند
| #  | نام          | ارتفاع   | کشور(ها)      |
| -- | ------------ | -------- | ------------- |
| ۱  | اورست        | ۸۸۴۸ متر | چین · نپال    |
| ۲  | کی۲          | ۸۶۱۱ متر | پاکستان · چین |
| ۳  | کنجچنجنگا    | ۸۵۸۶ متر | هند · نپال    |
| ۴  | لهوتسه       | ۸۵۱۶ متر | نپال · چین    |
| ۵  | ماکالو       | ۸۴۶۲ متر | نپال · چین    |
| ۶  | چو اویو      | ۸۲۰۱     | نپال · چین    |
| ۷  | داولاگیری    | ۸۱۶۷ متر | نپال          |
| ۸  | ماناسلو      | ۸۱۵۶ متر | نپال          |
| ۹  | نانگا پاربات | ۸۱۲۶     | پاکستان       |
| ۱۰ | آناپورنا     | ۸۰۹۱ متر | نپال          |
| ۱۱ | گاشربروم ۱   | ۸۰۸۰ متر | پاکستان · چین |
| ۱۲ | برود پیک     | ۸۰۵۱ متر | پاکستان · چین |
| ۱۳ | گاشربروم ۲   | ۸۰۳۵ متر | پاکستان · چین |
| ۱۴ | شیشاپانگما   | ۸۰۱۳ متر | چین           |
| ۱۵ | گیاچونگ کانگ | ۷۹۵۲ متر | نپال · چین    |
| ۱۶ | گاشربروم ۴   | ۷۹۲۵ متر | پاکستان · چین |
| ۱۷ | ماشربروم     | ۷۸۲۱ متر | پاکستان       |
| ۱۸ | ناندا دوی    | ۷۸۱۷ متر | هند           |
| ۱۹ | راکاپوشی     | ۷۷۸۸ متر | پاکستان       |
| ۲۰ | تیریچ میر    | ۷۷۰۸ متر | پاکستان       |